# 증분 백업
증분 백업(Incremental backup)은 연속되는 데이터 사본들에 이전의 백업 복사본이 만들어진 이래로 변경된 부분만을 담은 것이다. 전체 복구가 필요하면 복원 프로세스는 마지막 풀 백업 + 복원 시점까지의 모든 증분 백업이 필요하다. 증분 백업은 스토리지 공간 사용률을 줄이면서 차등 백업보다 더 빠른 수행이 가능한 것이 장점이다.

## 추가 문헌
- “Protecting File Systems: A Survey of Backup Techniques”. CiteSeerX 10.1.1.3.2181.
- “Differential and Incremental backups: Why should you care?”. NovaStor. 2014년 10월 31일에 확인함.

## 같이 보기
- 지속 데이터 보호
- Dump (유닉스)
- rsync